# Lenguas yangmánicas
El wardman es una lengua aborigen de Australia hablada en el Territorio del Norte, es una lengua no pama-ñungana que se considera una lengua aislada, o junto con las lenguas exintas Dagoman y Yagman forma una familia (algunos autores consideran que estas otras dos lenguas podrían ser simplemente dialectos de wardman), por eso algunos autores consideran que el wardman es una lengua aislada mientras que otros consideran que es una familia lingüística (denominada yangmánica).
Si bien previamense clasificó al warman como arte de las lenguas gunwiñwanas, no existe una evidencia sólida para dar por probado dicho parentesco.

## Descripción lingüística

### Fonología
El inventario consonántico viene dado por:
|                 | Periférica | Periférica | Alveolo- palatal | Apical     | Apical |
| Bilabial        | Velar      | Alveolar   | Alveolo- palatal | Retrofleja |        |
| --------------- | ---------- | ---------- | ---------------- | ---------- | ------ |
| Oclusiva        | b          | ɡ          | d̠ʲ               | d          | ɖ      |
| Nasal           | m          | ŋ          | n̠ʲ               | n          | ɳ      |
| Lateral         |            |            | l̠ʲ               | l          | ɭ      |
| Vibrante simple |            |            |                  | ɾ          |        |
| Aproximante     | β̞          |            | j                | ɹ̠          | ɹ̠      |
Las aleoloplatales se pronuncian con la lámina de la lengua, y al final de una sílaba pueden sonar como yn y yl. Incluso la y tiene una expansión lateral. Existe muy poca diferencia acústica entre las dos series apicales. Las alveolares pueden añadir una ligera retroflexión a una vocal que les siga, y las retroglejas pueden asimilarse a las alveolares dentro de la misma palabra. Sin embargo, son fonémicamente distintivas. Francesca describe la w como bilabial, y nota que existe poca o nula protrusión o redondeamiento labial (excepto por asimilación a una /u/ o /o/ que siga a dicha consonante). La r es postalveolar. El sistema vocálico viene dado por:
|         | Anterior | Posterior |
| ------- | -------- | --------- |
| Cerrada | i        | u         |
| Media   | e        | o         |
| Abierta | a        | a         |